# Thomas Fulter
Thomas Fulter (* 16. Juli 1832 in Brulange; † 5. Dezember 1879 in Brülingen) war Ingenieur und Politiker.

## Leben
Thomas Fulter war Ingenieur und Präsident des landwirtschaftlichen Kreisvereins Forbach. 1873 bis zu seinem Tod 1879 war er Bürgermeister von Brülingen. Er gehörte dem Bezirkstag von Lothringen (Conseil Général de la Lorraine) und ab 1874 dem Landesausschuss des Reichslandes Elsaß-Lothringen an.